# Amtsgericht Nörenberg
Das Amtsgericht Nörenberg war ein preußisches Amtsgericht mit Sitz in Nörenberg, Provinz Pommern.

## Geschichte
In Nörenberg bestand von 1849 bis 1879 die Gerichtskommission Nörenberg des Kreisgerichtes Stargard. Das königlich preußische Amtsgericht Nörenberg wurde mit Wirkung zum 1. Oktober 1879 als eines von 14 Amtsgerichten im Bezirk des Landgerichts Stargard im Bezirk des Oberlandesgerichts Stettin gebildet. Der Sitz des Gerichts war die Stadt Nörenberg. Sein Gerichtsbezirk umfasste aus dem Kreis Saatzig den Stadtbezirk Nörenberg, die Amtsbezirke Klein-Lienichen, Rahnwerder, Groß-Silber, Alt-Storkow, Zamzow, Zehrten und Zeinicke, die Gutsbezirke Klein-Grünow, Nörenberg und Schlossgut sowie der Gemeinde- und Gutsbezirk Temmick aus dem Amtsbezirk Temnick. Am Gericht bestand 1880 eine Richterstelle. Das Amtsgericht war damit ein kleines Amtsgericht im Landgerichtsbezirk. Im Rahmen der Weltwirtschaftskrise wurden 60 Amtsgerichte als Folge von Sparverordnungen aufgehoben. Mit der Verordnung über die Aufhebung von Amtsgerichten vom 30. Juli 1932 wurde das Amtsgericht Jacobshagen zum 30. September 1932 aufgehoben und sein Sprengel zwischen den Amtsgerichten Stargard und Nörenberg aufgeteilt. Der Bezirk des Amtsgerichts Nörenberg wurde damit vergrößert um die Stadtgemeinde Jakobshagen und die Landgemeinden Ball, Gräbnitzfelde, Kashagen, Kempendorf, Konstantinopel sowie Kremmnin. Im Jahre 1945 wurde der größte Teil Pommerns unter polnische Verwaltung gestellt. Damit endete die Geschichte des Amtsgerichts Nörenberg.